# MAM (munition)
Pour les articles homonymes, voir MAM.
Le terme MAM « Micro-Munition Intelligente », (en turc : Mini Akıllı Mühimmat) désigne une série de bombes guidées par laser et GPS/INS, les MAM-C, MAM-L et MAM-T. Cette série est conçue et  fabriquée par Roketsan.
La MAM a été développée pour des plateformes aériennes à faible capacité d'emport telles que : les drones, les avions d'attaque légers et certains avions de chasse. Dotée d’un autodirecteur à guidage laser, la MAM peut engager des cibles stationnaires et mobiles avec une grande précision.

## MAM-L
La MAM-L a été développée sur la base du missile antichar à guidage laser L-UMTAS. L'expérience acquise dans le cadre du programme L-UMTAS a permis à Roketsan de développer une version adaptée au lancement à partir de drones, pour lesquels les facteurs SWaP (taille, masse et puissance) sont essentiels. La MAM-L hérite du système de guidage ainsi que de l'ogive du missile L-UMTAS, mais est dépourvue de moteur, ce qui permet de réduire sa longueur à moins d'un mètre et sa masse à environ 22 kg. La munition se sert de ses gouvernails pour se diriger en chute libre vers une cible marquée par le système porteur avec un faisceau laser. En fonction de l'altitude et de la vitesse à partir desquelles elle est larguée, la munition a une portée effective comprise entre 8 à 15 km,.
Selon le groupe d'enquêteurs spécialisés sur le Sahel Wamaps, cette munition aurait été utilisée par l'armée malienne pour commettre le massacre d’Amasrakad le 16 mars 2024. Au total, treize civils ont trouvé la mort dans ce bombardement effectué par un drone exploité par la junte malienne.

## MAM-C

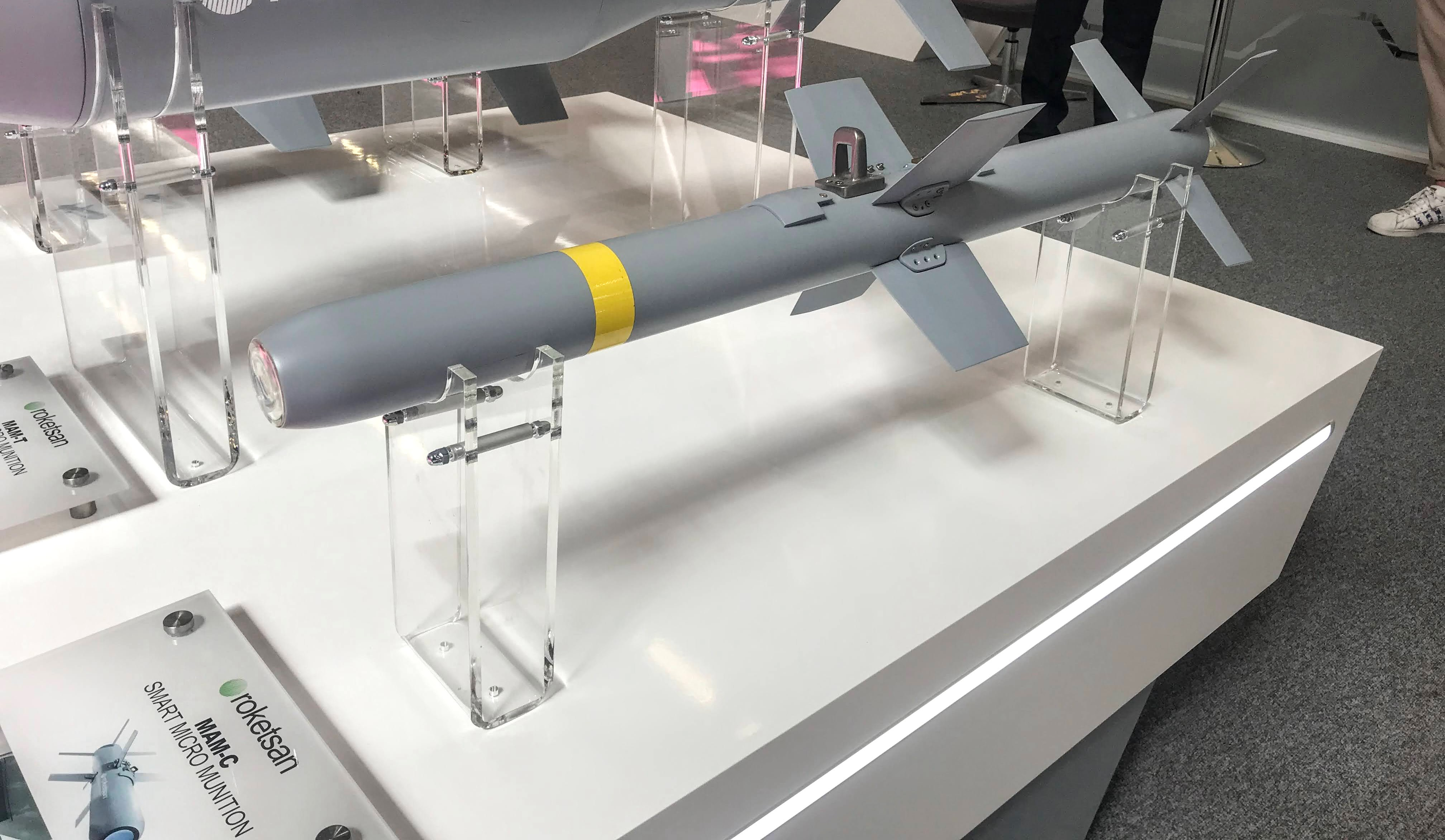
MAM-C au salon Eurosatory 2022

La MAM-C a été mise au point afin d'être emportée par des drones et des avions d'attaque légers. La munition ne pèse que 6,5 kg, un atout pour les missions air-sol où le poids est un facteur critique. Grâce à sa structure à aile fixe et à son ogive plus performante, la munition offre une précision et une efficacité de frappe élevée contre des cibles fixes et mobiles à des distances plus longues.

## MAM-T

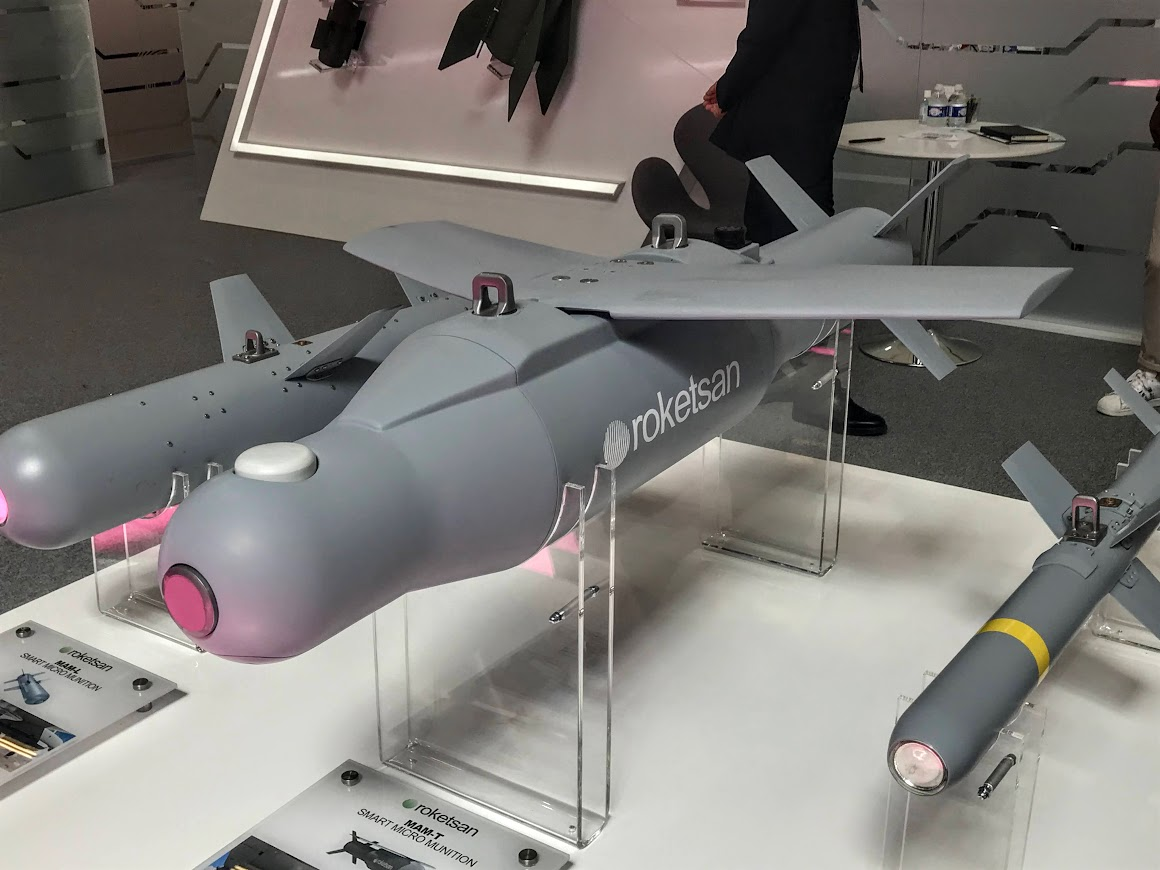
MAM-T au salon Eurosatory 2022

La MAM-T a été développée pour répondre au besoin d'une plus grande efficacité des ogives et d'une plus grande portée. Guidée par GPS et navigation inertielle, la MAM-T est guidée par un autodirecteur laser semi-actif lors de la phase terminale. Ainsi, il est efficace contre les cibles mobiles et stationnaires. Développée pour être compatible avec diverses plateformes, la MAM-T a une portée qui varie en fonction de l'altitude de largage. La portée peut dépasser 30 km lorsque la munition est larguée par un drone, 60 km depuis un avion léger et 80 km depuis un avion de combat capable de monter à des altitudes plus élevées. Les munitions peuvent être utilisées contre des véhicules blindés, des bâtiments, etc.  Avec un rayon de 230 mm et une longueur de 1,4 mètre, la munition pèse 94 kg.
La bombe MAM-T est également une bombe dite « planante ». Elle dispose donc de petites ailes qui se déploient quand elle est lâchée depuis le drone. Ce mécanisme va lui permettre de voler jusqu'à sa cible grâce à un guidage GPS et parfois un guidage par ondes. Il s’agit donc d’une bombe classique capable de manœuvrer en vol.

## Utilisateurs
- Turquie
- Azerbaïdjan[8]
- Pakistan[9]
- Qatar
- Ukraine[10]
- Pologne[11],[12]
- Maroc[13]
- Tunisie
- Arabie saoudite
- Mali
- Indonésie[14]
- Tchad (Livré avec le Hürkuş-C)